# Veskiküla
Veskiküla is een plaats in de Estlandse gemeente Lääne-Harju, provincie Harjumaa. De plaats heeft de status van dorp (Estisch: küla). De naam betekent ‘Molendorp’.
Tot in 2017 viel de plaats onder de gemeente Vasalemma. In oktober van dat jaar ging die gemeente op in de fusiegemeente Lääne-Harju.

## Bevolking
De plaats had 104 inwoners op 31 december 2011 en 112 inwoners op 31 december 2021.

## Ligging
Veskiküla grenst aan drie vlekken: Ämari, Vasalemma en Rummu. De secundaire weg Tugimaantee 17 vormt de grens met Vasalemma, het dorp Lemmaru en een deel van Rummu. Door het dorp stroomt de rivier Vasalemma.

## Geschiedenis
Veskiküla ontstond in 1977, toen Vasalemma werd opgesplitst in drie delen. De omgeving van het station werd de vlek Vasalemma, de omgeving van het vroegere landhuis, die wel Huntküla werd genoemd, ging naar Lemmaru, en het resterende deel werd Veskiküla, een naam die trouwens al in gebruik was sinds de jaren dertig.